# XII Concilio de Toledo
El XII Concilio de Toledo fue el concilio de obispos del Reino Visigodo celebrado en Toledo. Se celebró en la iglesia de los Santos Apóstoles entre el 9 de enero y el 25 de enero del año 681. 
Asistieron treinta y ocho obispos, cuatro abades y quince funcionarios palatinos.
El concilio liberó a la población del juramento a Wamba y reconoció a Ervigio como Rey de los Visigodos, declarando el anatema para todo el que se le opusiera.
Se le reconoció al obispo metropolitano de Toledo el derecho a consagrar aquellos obispos que fueran designados por el rey, aunque pertenecieran a cualquier otra provincia, lo que dio origen a la primacía de la sede toledana dentro de la Iglesia hispana.
El concilio trató la penitencia a la que se sometían autoridades y que, más tarde, negaban tomar los hábitos. En realidad, se había utilizado este recurso para la deposición de Wamba cuando estaba inconsciente.
El concilio tomó diversas medidas, a solicitud del rey sin oposición de los obispos (que las confirmaron), contra los judíos, decretándose contra ellos un total de veintiocho leyes. Se ordenó que en todas las iglesias se leyeran las disposiciones y se conservaran las actas de abjuración de los judíos y su incorporación al catolicismo. En Toledo se procedió a la lectura pública de las leyes en la Iglesia de Santa María el 27 de enero de 681. La persecución se limitó, salvo casos aislados, a la confiscación de bienes.
En el concilio el rey solicitó también que se revisara el Código de Recesvinto, que contenía contradicciones y leyes contrarias a la justicia. La revisión se hizo y entró en vigor el 21 de octubre de 681. Del Código se suprimieron las leyes que castigaban a quienes causaban graves daños a sus esclavos. Se incluyeron algunas leyes nuevas, y muchas otras fueron modificadas. En general disminuyó notablemente los castigos a los que estaban sometidos los nobles y aseguró sus privilegios.
El concilio trató de diversos temas religiosos, entre ellos, además de la penitencia ya citada, la muerte, las excomuniones, el número de obispados, la elección de los Obispos (reconociéndose de hecho que muchos de ellos eran nombrados por el rey, aunque legalmente no le correspondía tal nombramiento), el sacrificio de la misa y algunos puntos disciplinarios. También se suprimieron los obispados creados por Wamba. Se fijó la fecha de los sínodos provinciales anuales para el 1 de noviembre de cada año, tal como venía haciéndose, a pesar de que la norma vigente desde el IV Concilio fijaba su celebración en mayo, y se reafirmó que debía celebrarse al menos uno al año en cada provincia. Se sancionó a algunos sacerdotes de Galicia por el trato a los esclavos y se condenaron las prácticas paganas.